# Nad Śliwkowym Strumieniem
Nad Śliwkowym Strumieniem (On the Banks of Plum Creek, 1937) – powieść Laury Ingalls Wilder, z dużą dozą elementów autobiograficznych. Stanowi czwarty tom cyklu Domek, choć w Polsce wydana jako trzecia (a druga, przez Agencję Kris). Posłużyła za kanwę najpopularniejszej z ekranizacji cyklu - serialowi z Michaelem Landonem.
Akcja powieści rozgrywa się od jesieni 1874 do 24 grudnia 1876. W momencie rozpoczęcia utworu, Laura ma niespełna osiem lat. Przybywa wraz z rodziną do Minnesoty i zamieszkuje niedaleko miasteczka Walnut Grove. To tu, po raz pierwszy idzie do szkoły, pomaga rodzicom na farmie. Utwór wprowadza też postać Nellie Oleson.

## Książka a rzeczywistość
Powieść, choć autobiograficzna - podobnie jak pozostałe części - w wielu momentach odbiega od rzeczywistości, skracając, bądź zrezygnując całkowicie z opisu pewnych wydarzeń, łącząc inne, czy też przenosząc je w inne momenty życia pisarki.
Ingallsowie sprowadzili się do Walnut Grove (choć nazwa miasteczka nigdy w książkach nie pada) w roku 1874, z Wisconsin (z krótkim postojem w Lake City w Minnesocie). Pozostawali tam do wiosny 1876, kiedy to przenieśli się do Burr Oak w Iowa, zatrzymując się na pewien czas w South Troy w Minnesocie.
Okres ten został całkiem pominięty przez Wilder; prawdopodobnie ze względu na niemiłe wydarzenia, które były wtedy jej udziałem. W listopadzie 1875 urodził się brat Laury - Charles Frederic zw. Freddym. Na wiosnę rodzina wyruszyła w kolejną podróż, podczas której chorowity Freddy zmarł i został pochowany na farmie krewnych Ingallsów w South Troy. Po wydarzeniach tych zostało zaledwie kilka stron notatek, które w 2002 roku wykorzystała Cynthia Rylant, pisząc Old Town in the Green Groves (Stare miasteczko w zielonym gaju) - oficjalny midquel serii, którego akcja rozgrywa się pomiędzy Nad Śliwkowym Strumieniem a Nad brzegami Srebrnego Jeziora. Latem 1877 Ingallsowie powrócili do Walnut Grove.

## Strony zewnętrzne
- Nas Śliwkowym Strumieniem w portalu Open Library